# Betsimisaraka
I Betsimisaraka (i tanti inseparabili) sono un popolo della costa orientale del Madagascar, il secondo più grande gruppo etnico del Madagascar dopo i Merina (circa il 15% della popolazione totale).. Sono diffusi su un tratto di costa di circa 640 km, dal fiume Mananara a sud fino al fiume Bemarivo, nella regione di Antalaha, a nord.
Sono in effetti un gruppo di diverse etnie che per motivi storici sono state unificate sotto una denominazione comune; il nome "Betsimisaraka" significa infatti "coloro che sono stati uniti", o "numerosi e inseparabili". Oggi vengono principalmente distinti tre gruppi, denominati Betsimisaraka del nord, Betanimena, e Betsimisaraka del sud. Sono principalmente mercanti, navigatori, pescatori e agricoltori.

## Storia
Fino all'inizio del XVIII secolo, i Betsimisaraka erano suddivisi in tre gruppi etnici principali: gli Tsikoa (o Betanimena) al sud, i Varimo al centro e gli Anteva al nord. Ciascuno di questi popoli aveva le proprie peculiarità culturali e linguistiche e manteneva relazioni conflittuali con i suoi vicini. L'ostilità fra questi gruppi era incoraggiata dai commercianti di schiavi che trafficavano con gli Europei. La presenza europea diede anche origine nella zona a un quarto gruppo etnico, gli Zana-Malata, di sangue misto europeo e indigeno. A questo gruppo apparteneva Ratsimilaho (figlio di un pirata inglese e di una principessa Anteva), il sovrano a cui si deve l'unificazione dei Betsimisaraka.
Grazie all'appoggio militare dei suoi numerosi alleati europei, nel 1710 Ratsimilaho riuscì a respingere un tentativo di invasione da parte delle forze Tsikoa e Anteva guidate da re Ramanano. Ricacciati gli avversari, Ratsimilaho intraprese un'opera di unificazione della costa orientale usando sia la forza militare che una serie di matrimoni politici. Il nome "betsimiraka" ("coloro che sono stati uniti") venne scelto proprio per denotare la vasta coalizione che si formò sotto la corona di Ratsimilaho. Il Regno Betsimisaraka includeva importanti città come Toamasina, Fenerive e Maroansetra.
Dopo la morte di Ratsimilaho, il regno Betsimisaraka si disgregò rapidamente, cadendo sotto il dominio della dinastia Merina di Radama I.